# Малротација бубрега
Малротација бубрега је анатомску варијацију у положају бубрега, која се посебно односи на аномалну оријентацију бубрежног хилума. Може се десити једнострано или обострано. Скоро увек се дијагностикује као асимптоматски случајни налаз.

## Епидемиологија
Малротација је ретка, можда недовољно пријављена аномалија, која је у једној серији обдукција пријављена са преваленцијом од ~1 случај у 2.000 обдукација. Чешћа је код мушкараца.

## Релевантна анатомија
Иако је бубрежни хилум нормално усмерен антеромедијално, он је током ембрионалног развоја иницијално оријентисан пут напред, да би се током каснијег успона из карлице, заједно са бубрегом ротирао за 90° дуж своје уздужне осе и заузео своју типичнију оријентације. Међутим могуће аномалије у овом процесу могу довести до:
- Непотпуна ротација или неротација (најчешће): код које је хилум окренут напред, а уретери се налазе бочно

- Прекомерна ротација (хиперротација): код које је хилум је окренут назад; бубрежни судови се налазе позади

- Обрнута ротација: код које је хилум је окренут бочно, док се бубрежни крвни судови налазе напред, а уретер се налази бочно

- Сагитална ротација: која се одвија око хилума у сагиталној равни (што за сада нема ембриолошко објашњење), и скоро увек се случајно открије на снимању.